# Ambassade de Libye aux États-Unis
L'ambassade de Libye aux États-Unis est l'ambassade représentant la Libye aux États-Unis.

## Ambassadeurs
- 2009-2011 : Ali Aujali